# Anommatus julianus
Anommatus julianus is een keversoort uit de familie knotshoutkevers (Bothrideridae). De wetenschappelijke naam van de soort werd in 1979 gepubliceerd door Roberto Pace.